# Фридрих I (Ритберг)
Вижте пояснителната страница за други личности с името Фридрих I.
Фридрих I фон Ритберг (на немски: Friedrich I von Rietberg; † 5 юли 1282) е управляващ граф на Графство Ритберг (1264 – 1282).

## Произход и наследство
Той е големият син на граф Конрад I фон Ритберг († 1284) и съпругата му Ода фон Липе, дъщеря на Херман II фон Липе и графиня Ода фон Текленбург. Брат е на Конрад († 1297), епископ на Оснабрюк (1270 – 1297) и на Ото († 1307), епископ на Падерборн (1277 – 1307).
След смъртта на майка му на 17 септември 1262 г. баща му му дава графството през 1264 г.

## Фамилия
Фридрих I се жени за Беатрикс фон Хорстмар († 24 септември 1277), дъщеря на господар Ото фон Хорстмар († сл. 1255) и Аделхайд фон Ахауз († сл. 1278). Те имат децата:
- Конрад II († 1313), граф на Ритберг (1282 – 1313), женен за Мехтхилд († 1304)
- Ото († 1308), княжески епископ на Мюнстер (1301 – 1306)
- Симон († сл. 1336), каноник в Оснабрюк, Мюнстер и Падерборн
- Фридрих II († 1322), граф на Ритберг (1302 – 1322), женен за Понцелина фон Дортмунд († сл. 1325)
- Бернхард († 1282)
- Беатрикс († 1312/25), омъжена ок. 1270 г. за граф Ото IV фон Текленбург († 1307)
- Аделхайд († 1330/35), абатеса на Св. Егиди в Мюнстер